# Palazzo Rosselli del Turco
Palazzo Rosselli Del Turco (del ramo Sassatelli)  è un edificio storico del centro di Firenze, situato in via dei Serragli 17 con affaccio anche su via Maffia 8-10, zona Oltrarno. Il palazzo appare nell'elenco redatto nel 1901 dalla Direzione Generale delle Antichità e Belle Arti, quale edificio monumentale da considerare patrimonio artistico nazionale.

## Storia

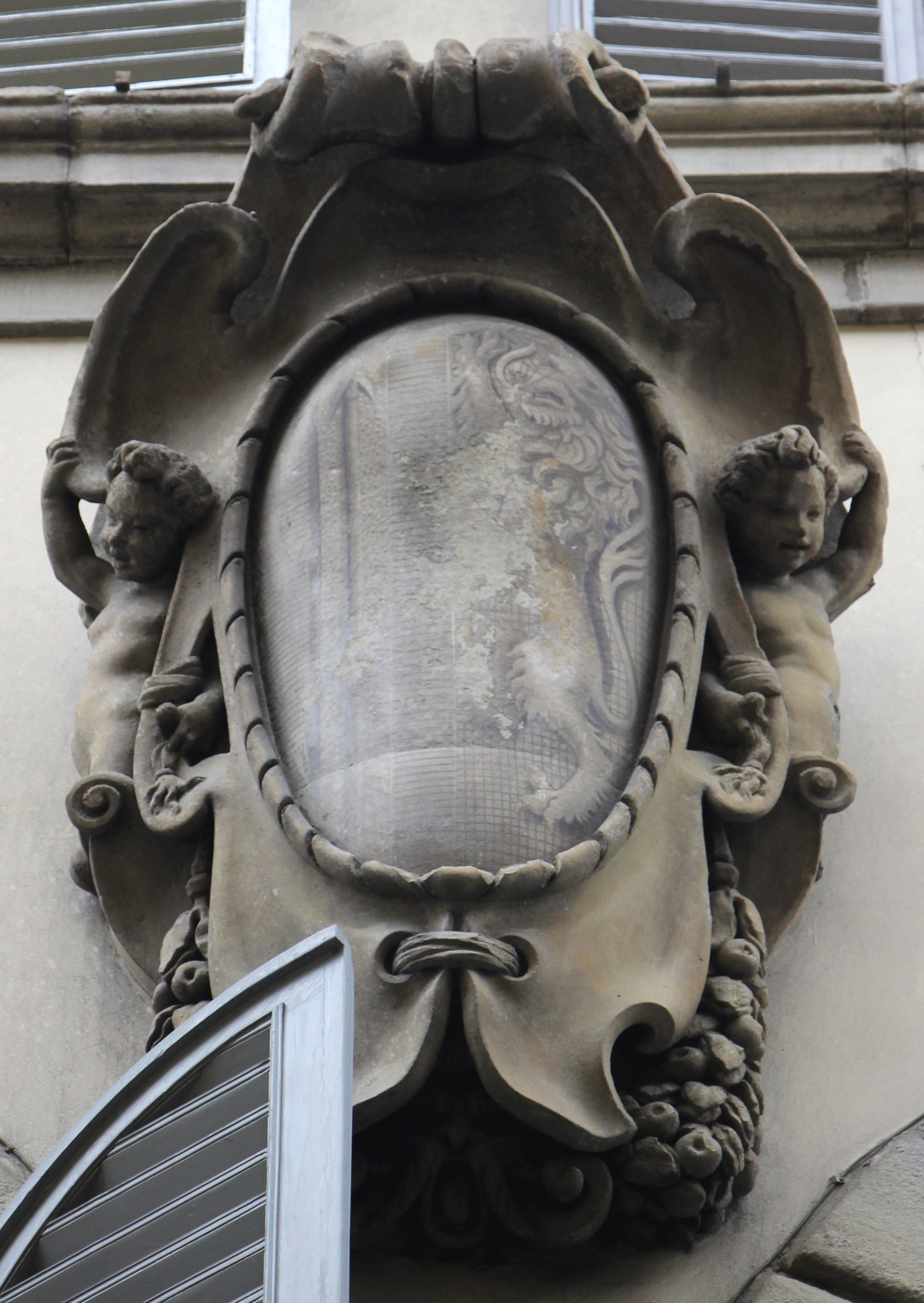
Stemma Rosselli del Turco in facciata

Nonostante l'evidente antichità e nobiltà dell'edificio, la letteratura non offre notizie sulle origini del palazzo. Sappiamo solo come la proprietà venisse acquistata nel 1851 da Luca Rosselli del Turco (1826-1882) in occasione del suo matrimonio con la contessa Vittoria Sassatelli di Imola, ultima del ramo principale di questa casata, i cui discendenti, che si dissero Rosselli del Turco Sassatelli, possedettero questo palazzo fino al 1922. 
Nel palazzo ebbero il loro studio, attorno alla metà dell'Ottocento, vari artisti americani, tra i quali i pittori William Page e Walter Gould, e gli scultori Alexander Galt, Henry Kirk Brown e Thomas Ridgeway Gould. A confermare questo stretto rapporto con il Nuovo Mondo trovò poi qui sede, negli anni di Firenze Capitale (1865-1871) l'ambasciata degli Stati Uniti d'America.

## Descrizione

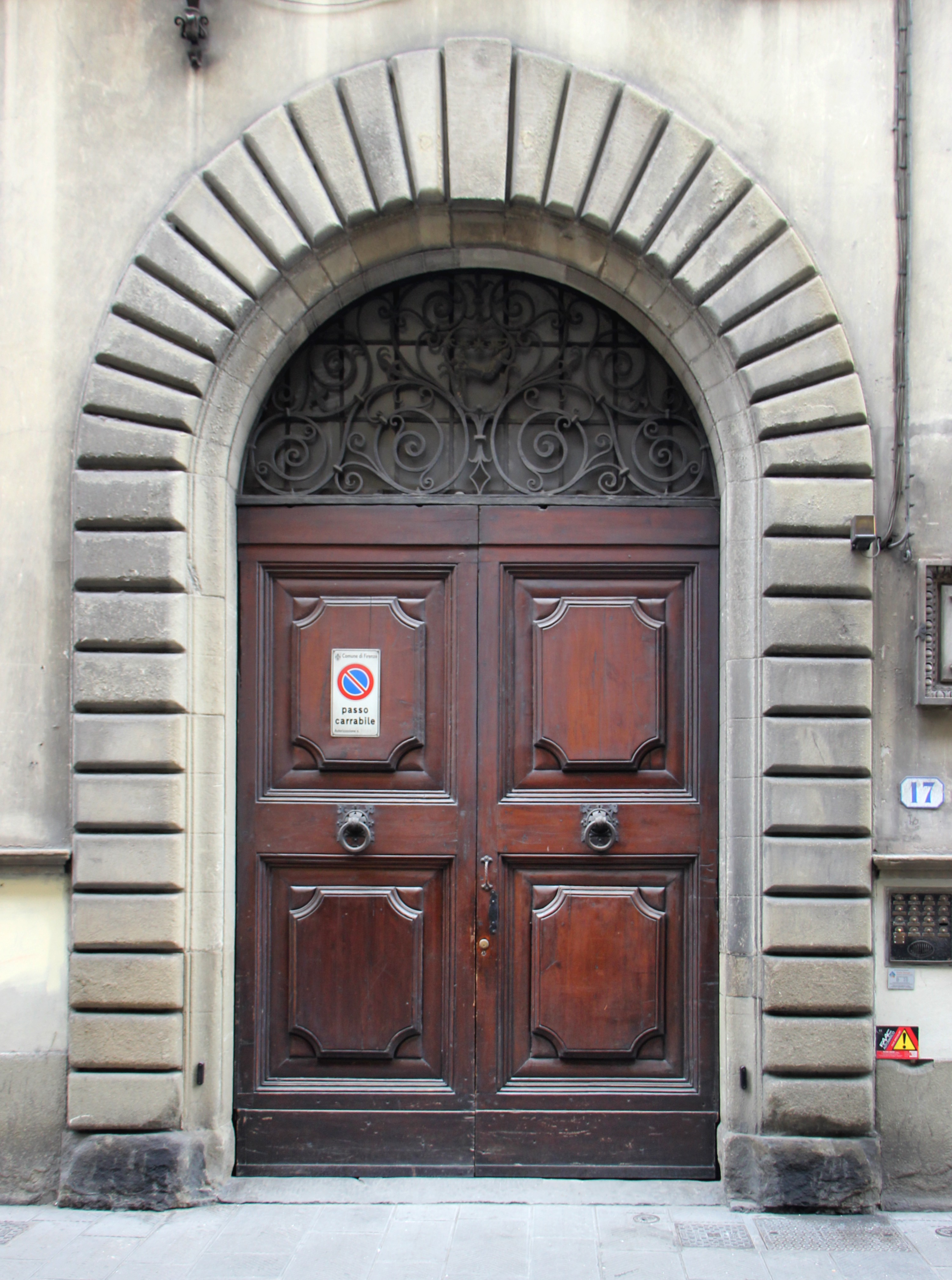
Il portale

La facciata, organizzata su otto assi per tre piani, presenta portone e finestre incorniciate da bozze di pietra serena, secondo modalità proprie della tradizione fiorentina tardorinascimentale, in questo caso rilette secondo una sensibilità oramai cinquecentesca. Sul fronte è un bello scudo in pietra sostenuto da due putti, con il campo dipinto con l'arme dei Rosselli del Lion bianco (al leone appoggiato a una lancia posta in palo e alla banda attraversante). Sulla rosta del portone è invece, a straforo, l'arme della famiglia Paoletti (d'azzurro, al destrocherio armato al naturale, impugnante una spada bassa di ferro, guarnita d'oro, il tutto accompagnato da tre stelle a otto punte ordinate in campo). Notevoli anche il ferro porta bandiera e la lumiera (ambedue di fattura novecentesca) posti in prossimità del portone. 
Il corpo della fabbrica si dispone attorno a un piccolo cortile interno con un pozzo e vari frammenti scultorei, legati al periodo in cui qui ebbe sede la casa d'arte dei Fratelli Paoletti, tra il 1925 e il 1975 (come riferisce una memoria posta nello stesso cortile). Su un lato della corte è un loggiato, oggi chiuso a vetri, con volte decorate a grottesche. Sul lato sinistro dell'androne è una scala che conduce ad alcuni ambienti parzialmente interrati (a loro volta già utilizzati per l'esposizione della galleria antiquaria), con interessanti dipinti e decorazioni in stile neotrecentesco.

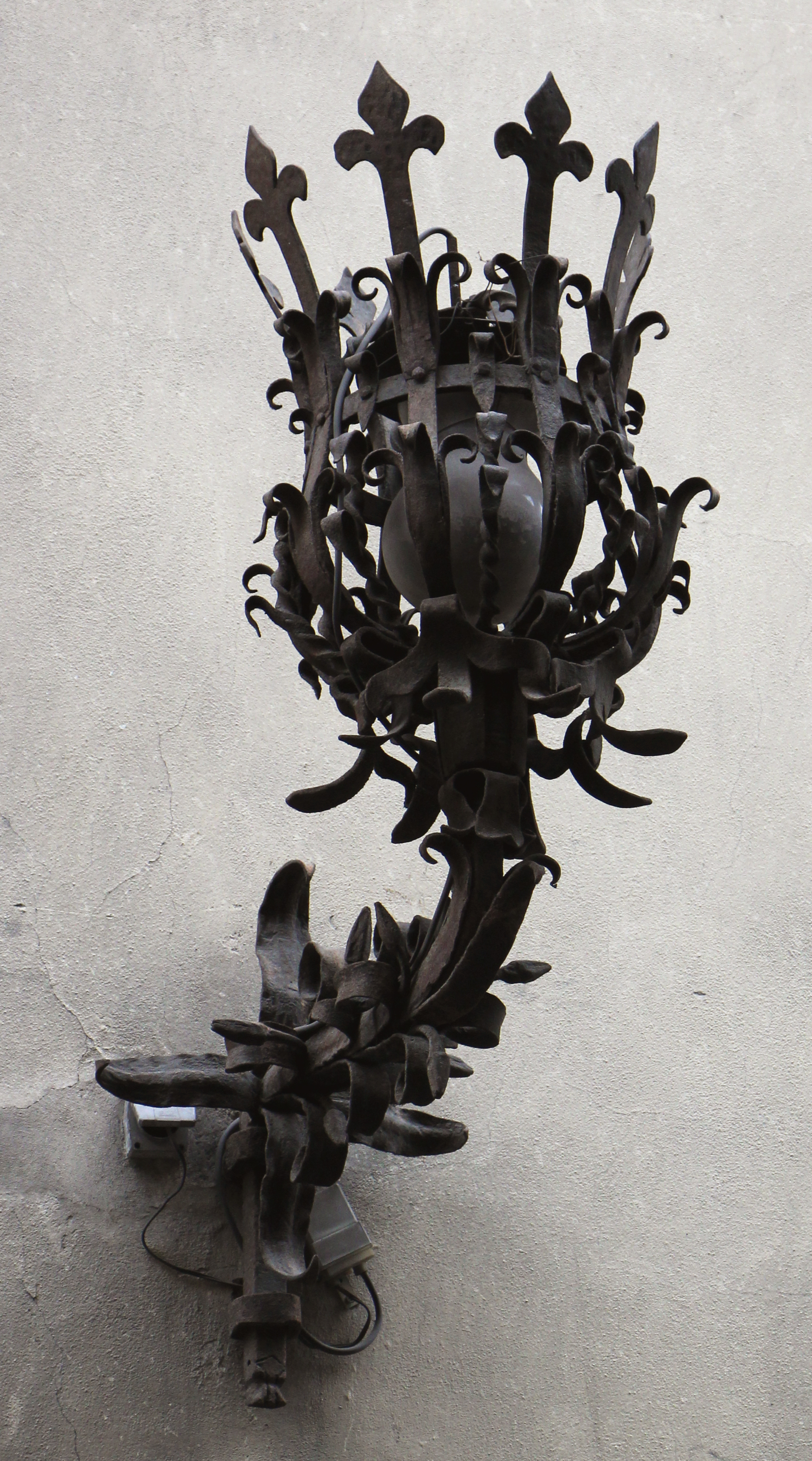
Lampada esterna
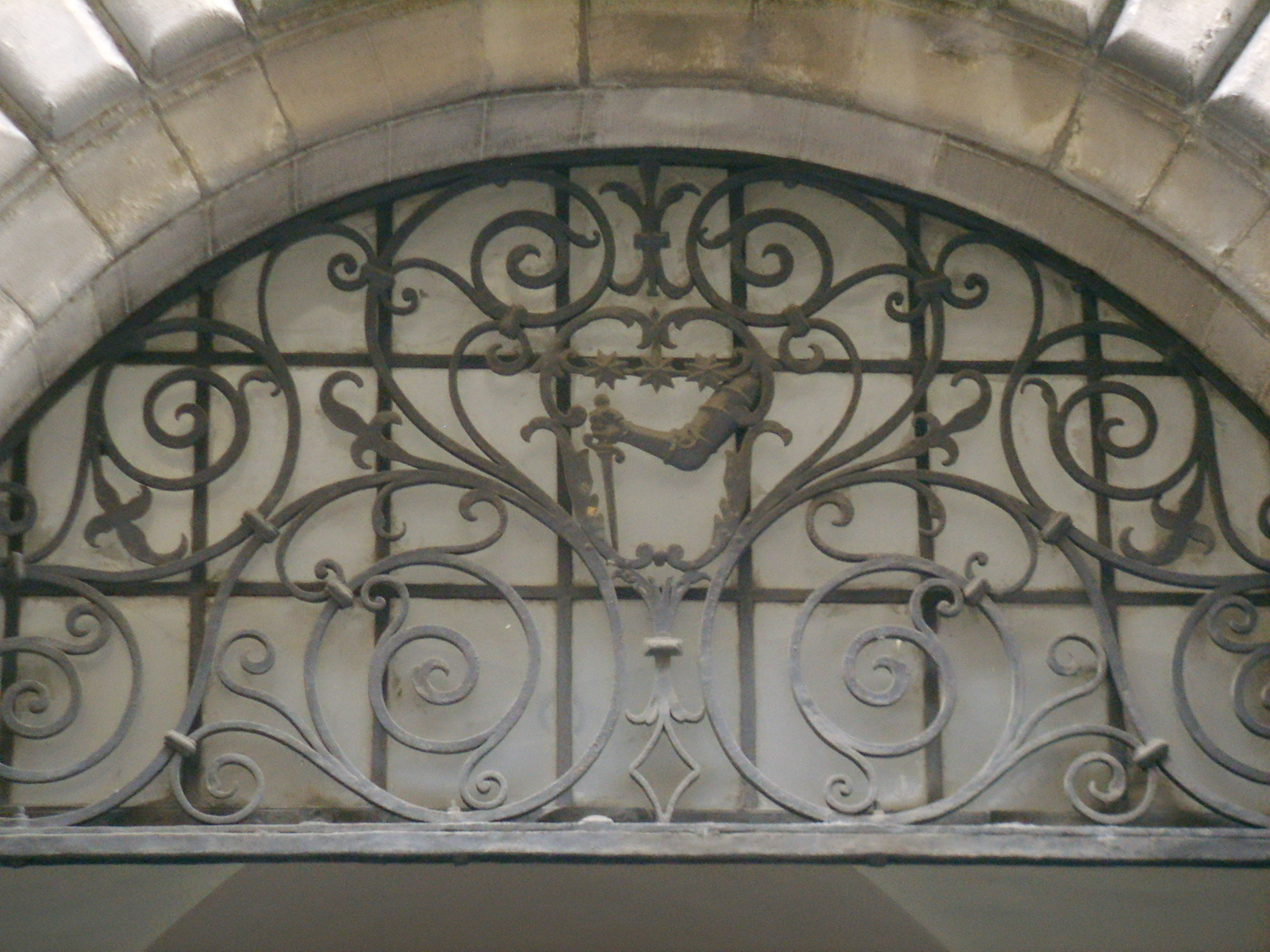
Stemma Paoletti nel portale
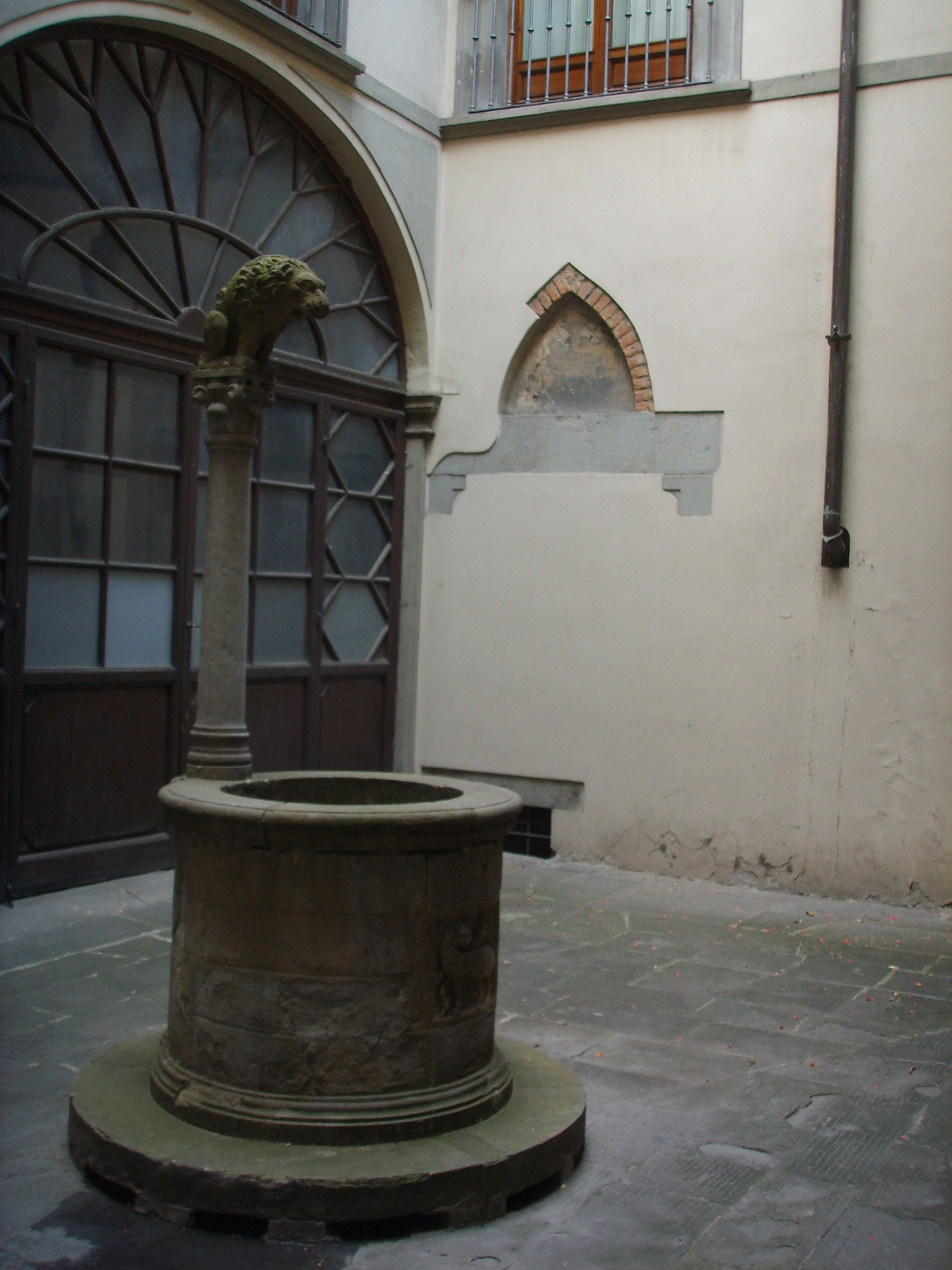
Pozzo nel cortile
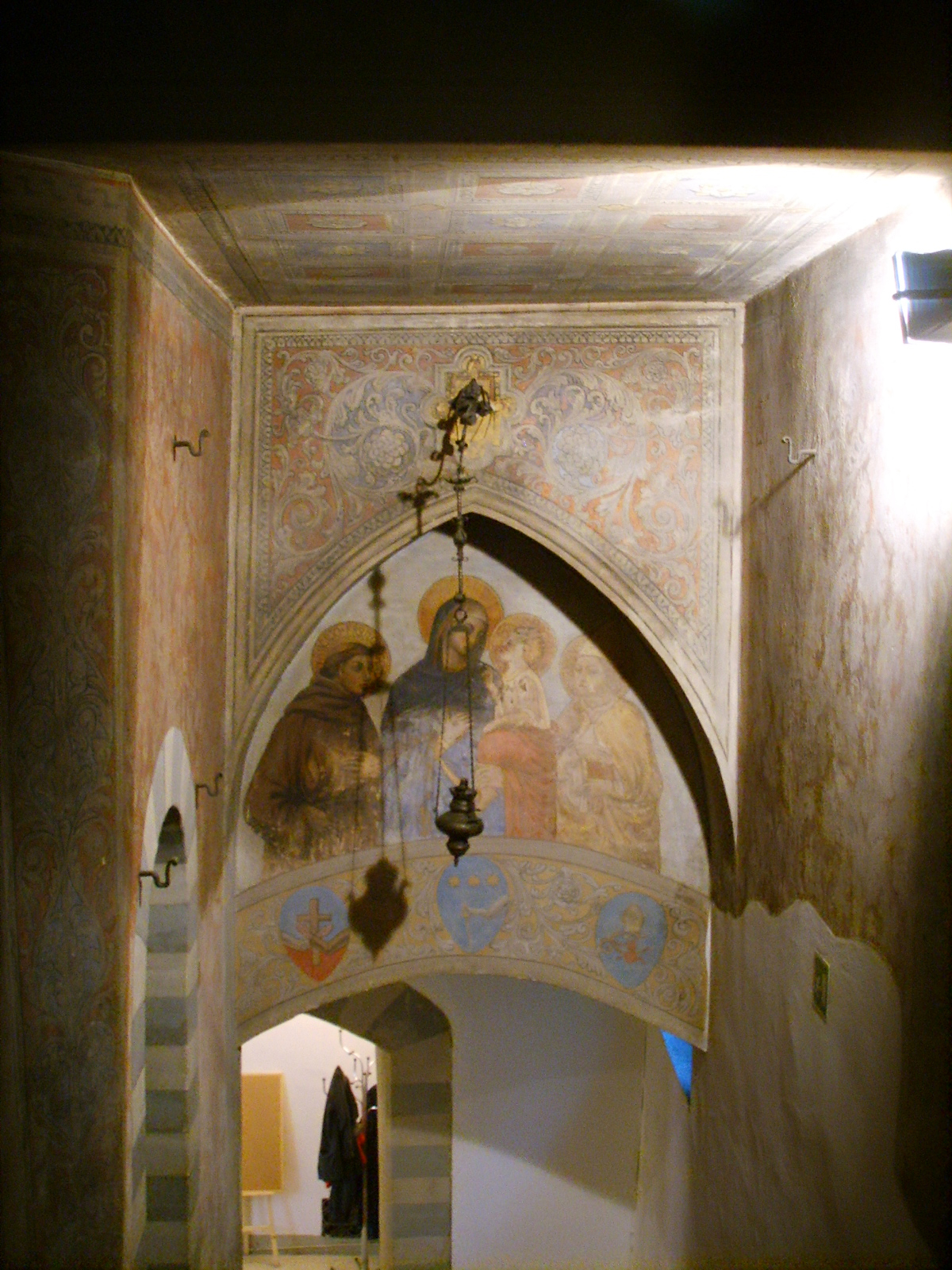
Decorazioni neogotiche nelle ex-cantine